# Ернст Август (Хановер)
Ернст Август (на немски: Ernst August von Braunschweig-Calenberg; * 20 ноември 1629, Херцберг на Харц; † 23 януари 1698, Херенхаузен) от род Велфи, е от 1679 г. херцог на Брауншвайг и Люнебург, през 1661 – 1698 г. като Ернст Август I княз-епископ на Оснабрюк, през 1679 – 1698 г. княз на Каленберг и през 1692 – 1698 г. първият курфюрст на Брауншвайг-Люнебург („Курхановер“, „Kurhannover“).

## Живот
Ернст Август е четвъртият син на херцог Георг фон Каленберг (1582 – 1641) и ландграфиня Анна Елеонора фон Хесен-Дармщат (1601 – 1649), дъщеря на ландграф Лудвиг V от Хесен-Дармщат.
Ернст Август се жени на 17 октомври 1658 г. в Хайделберг за София Хановерска (* 14 октомври 1630, † 8 юни 1714), дъщеря на пфалцския курфюрст и бохемския „Зимен крал“ Фридрих и на принцеса Елизабет Стюарт, дъщеря на краля на Шотландия и Англия Джеймс I.
След смъртта на по-големия му брат Йохан Фридрих той поема през 1679 г. управлението в Княжество Каленберг.
Трима от синовете му са убити като офицери на императорската войска, двама от тях в Голямата турска война (1683 – 1699), един във Войната за Испанското наследство (1701 – 1714).
През 1692 г. заради неговата подкрепа във Войната на Великия съюз Ернст Август получава от император Леополд I деветата нова титла курфюрст на Свещената Римска империя.
Ернст Август е погребан в дворец Лайнешлос, след Втората световна война е преместен в Херенхаузен в мавзолея на Велфите.

## Деца
Ернст Август и София Хановерска имат седем деца:
- Георг Лудвиг (1660 – 1727), от 1714 като Джордж I крал на Великобритания и Ирландия
- Фридрих Август (* 3 октомври 1661, † 31 декември 1690), убит като генерал-майор в Голямата турска война в Св. Георги, Трансилвания
- Максимилиан Вилхелм (1666 – 1726), имперски фелдмаршал
- София Шарлота (1668 – 1705), 1684 омъжена за по-късния курфюрст Фридрих III, от 1701 кралица на Прусия
- Карл Филип (* 3 октомври 1669, † 31 декември 1690), оберст, убит в Голямата турска война в битката при Прищина
- Кристиан Хайнрих (* 19 септември 1671, † 31 юли 1703), генералвахмайстер, удавен в Дунав при Улм в похода против французите във Войната за Испанското наследство
- Ернст Август (1674 – 1728), херцог на Йорк и Албани

С метресата си Клара Елизабет фон Платен, род. фон Майзенбуг, той има две други деца:
- Ернст Август (* 3 август 1674, † 20 септември 1726) ∞ фрайин София Каролина фон Уфелн (* 2 септември 1669, † 23 април 1726) → линията Платен-Халермунд
- София Шарлота (* 1675, † 20 април 1725), по-късната баронеса фон Килмансег и Countess of Leinster and Darlington ∞ 1701 за барон Йохан Адолф фон Килмансег (1668 – 1717)